# إينيز بيفرلي بروسر
إينيز بيفرلي بروسر (بالإنجليزية: Inez Beverly Prosser)‏ (1895–1934) معلمة ومديرة مدرسة، أول امرأة أمريكية من أصل أفريقي تحصل على درجة الدكتوراه في علم النفس. بعد نشأتها في تكساس، تلقت بروسر تعليمها في كلية برايري فيو نورمال، وجامعة كولورادو وجامعة سينسيناتي. توفيت في حادث سيارة بعد وقت قصير من حصولها على الدكتوراه.